# Нилс Валин
Нилс Олоф Валин (швед. Nils Olof Wallin; Вестервик, 4. мај 1904 — Вестервик, 8. март 1987) бивши је шведски кајакаш на мирним водама (спринтер). Учествовао је на такмичењима у кајаку на мирним водама крајем 1930-их година.
Нилс Валин је са репрезентацијом Шведске учествовао на Олимпијским играма 1936. где је у дисциолини класичног кајака једноседа на К-1 10.000 метара, заузео девето место..